# Wędzina
Wędzina (niem. Wendzin) – wieś w Polsce położona w województwie śląskim, w powiecie lublinieckim, w gminie Ciasna, nad Liswartą.
| SIMC    | Nazwa     | Rodzaj    |
| ------- | --------- | --------- |
| 1002395 | Biadacz   | część wsi |
| 1002410 | Borek     | część wsi |
| 1002509 | Grobla    | część wsi |
| 1002515 | Grucki    | część wsi |
| 1002538 | Kierocie  | część wsi |
| 1002596 | Kowie     | część wsi |
| 1002604 | Marce     | część wsi |
| 1002685 | Plewina   | część wsi |
| 1002774 | Szklarnia | część wsi |

W latach 1975–1998 miejscowość administracyjnie należała do województwa częstochowskiego.

## Nazwa
Nazwa pochodzi od polskiego określenia oznaczającego "wędlinę" i prawdopodobnie związana jest z wytwarzaniem we wsi wędzonych produktów mięsnych. Heinrich Adamy w swoim dziele o nazwach miejscowych na Śląsku wydanym w 1888 roku we Wrocławiu wymienia najstarszą nazwę miejscowości w obecnej polskiej formie "Wędzina" tłumacząc jej znaczenie "Rauchfleischdorf" czyli po polsku "Wieś wędzonego mięsa". Niemcy zgermanizowali nazwę na Wendzin w wyniku czego utraciła ona swoje pierwotne znaczenie.
W 1936 nazistowska administracja III Rzeszy, chcąc zatrzeć polskie pochodzenie nazwy wsi, przemianowały ją na Windeck.  

## Historia
Na pieczęci gminnej z początku XX w. na wizerunku umieszczono postać świętego Michała walczącego ze smokiem.  

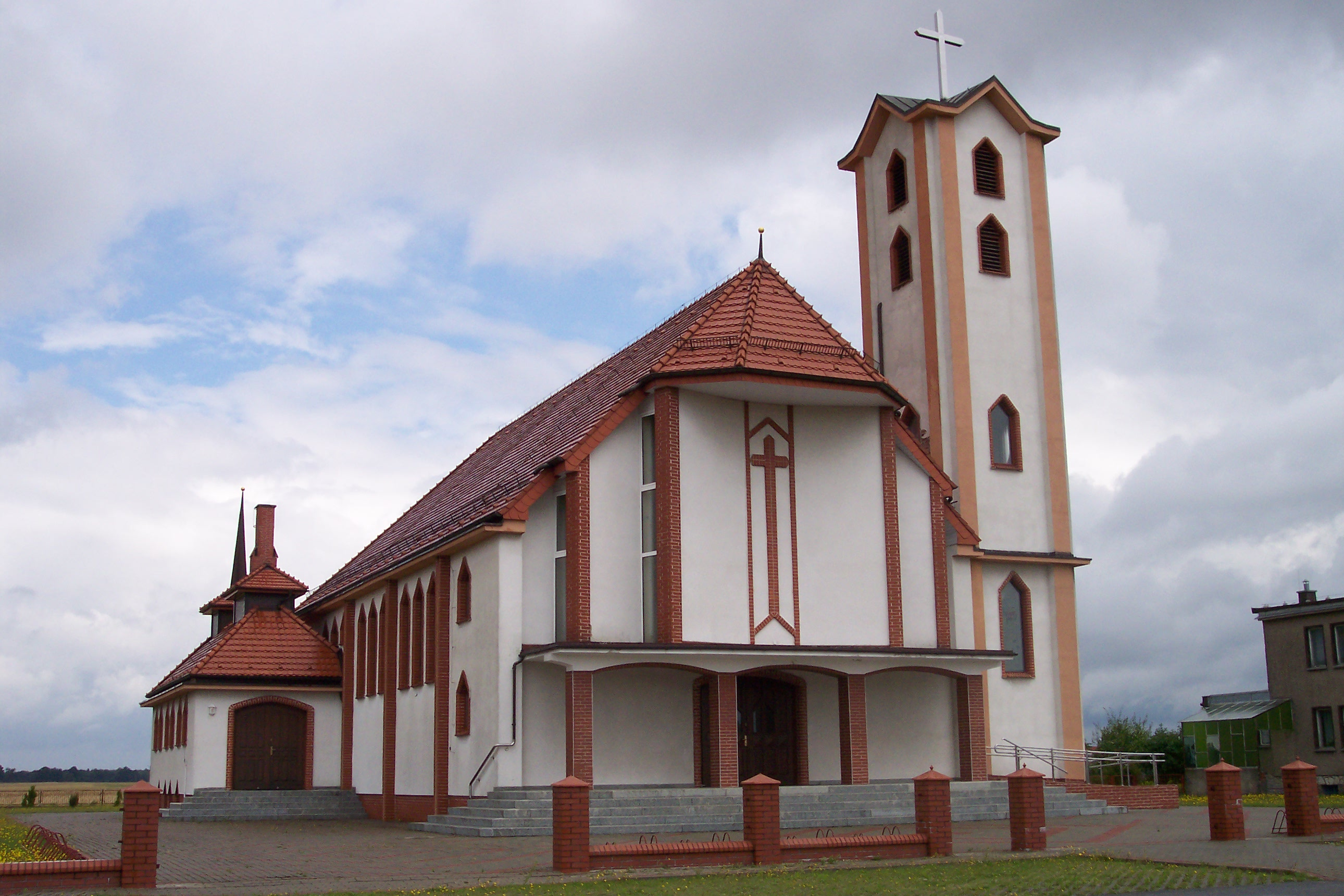
Kościół pw św. Urbana
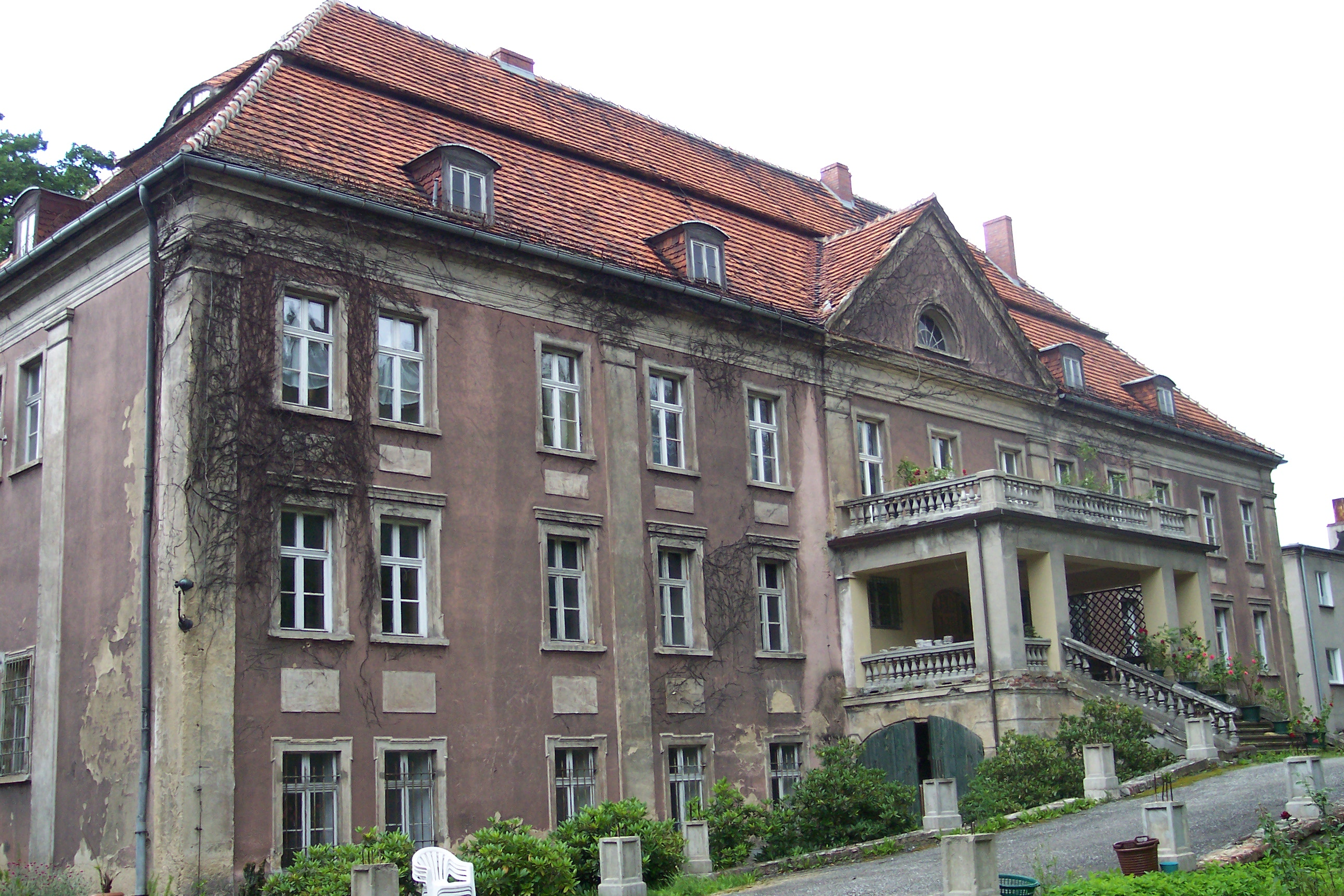
Pałac